# Östersund
Östersund  è una città della Svezia centro-settentrionale, capoluogo dell'omonima municipalità e della contea di Jämtland. La città è uno dei principali poli urbani del settentrione svedese.

## Geografia fisica

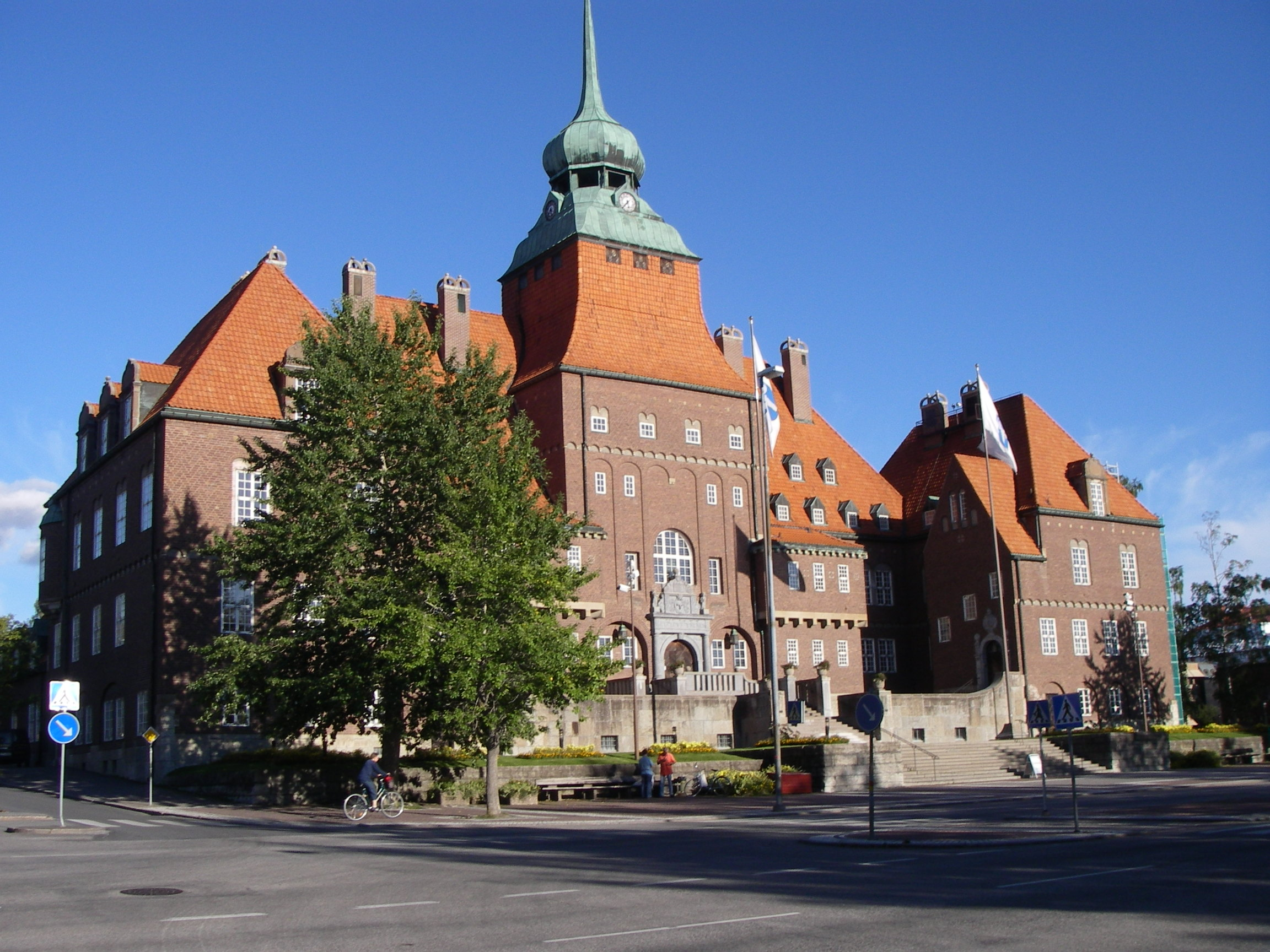
Il municipio di Östersund.

Si estende su 27,28 km².

## Sport
Stazione sciistica specializzata nello sci nordico, lo stadio del fondo di Östersund ha ospitato numerose competizioni internazionali di biathlon (tra le quali due rassegne iridate, nel 1970, nel 2008 e nel 2019, e numerose tappe della Coppa del Mondo) e di sci di fondo (tra le quali una tappa della Coppa del Mondo di sci di fondo 1995 e numerose gare minori), oltre a competizioni secondarie di sci alpino.
A livello calcistico, l'Östersunds FK (fondato nel 1996) militò in Allsvenskan tra il 2016 e il 2021. Durante questo periodo vinse la Coppa di Svezia 2016-2017 e arrivò sino ai sedicesimi di finale della UEFA Europa League 2017-2018.